# Louis Hébert (homme politique)
Pour les articles homonymes, voir Louis Hébert (homonymie) et Hébert.
Louis Hébert est un homme politique français né le 24 avril 1873 à Brest (Finistère) et décédé le 22 février 1929 à Paris.
Avocat à Dijon en 1903, il est député de la Côte-d'Or de 1913 à 1914, siégeant au groupe de l'Action libérale. Il est conseiller municipal de Dijon de 1898 à 1919.

## Sources
- « Louis Hébert (homme politique) », dans le Dictionnaire des parlementaires français (1889-1940), sous la direction de Jean Jolly, PUF, 1960 [détail de l’édition]